# Выгоничская волость
Вы́гоничская волость — административно-территориальная единица в составе Бежицкого уезда Брянской губернии, существовавшая в 1922—1929 годах.
Центр — посёлок при станции Выгоничи.

## История
Волость образована 22 апреля 1922 года путём слияния Кокинской и Крестовской волостей Трубчевского уезда Брянской губернии с одновременной передачей их в состав Бежицкого уезда той же губернии.
В 1929 году, с введением районного деления, волость была упразднена, а на её территориальной основе был сформирован Выгоничский район Брянского округа Западной области (ныне входит в состав Брянской области).

## Административное деление
По состоянию на 1 января 1928 года, Выгоничская волость включала в себя следующие сельсоветы: Бурачёвский, Городецкий, Залядский, Козловский, Кокинский, Колодненский, Красносельский, Лопушский, Мякишевский, Никольский, Палужский, Паниковицкий, Пильшенский, Сосновоболотский, Сосновский, Уручьенский, Утынский, Хмелевский.